# Beaverton (Michigan)
Beaverton è un comune degli Stati Uniti d'America, situato nello Stato del Michigan, nella contea di Gladwin.